# Elementos del periodo 2
Los elementos químicos presentes en la segunda fila (o Periodo) de la Tabla periódica de los elementos. La tabla periódica actual
está compuesta de filas en función de tendencias recurrentes (periódicas) en el comportamiento químico de los elementos a medida que aumenta el número atómico: se comienza una hilera nueva cuando el comportamiento químico vuelve a repetirse, lo que significa que los elementos de comportamiento similar se encuentran en las mismas columnas verticales. El segundo período contiene más elementos que los Elementos del periodo 1, con ocho elementos: Litio, Berilio, Boro, Carbono, Nitrógeno, Oxígeno, Flúor y Neón.

## Historia

### Estructura
Un elemento del periodo 2 es uno de los elementos químicos de la segunda fila (o periodo) de la tabla periódica de los elementos químicos.  período contiene más elementos que la fila anterior: Litio, Berilio, Boro, Carbono, Nitrógeno, Oxígeno, Flúor y Neón. En la descripción mecánica cuántica de la estructura atómica, este período corresponde al llenado de los orbitales 2s y 2p. Los elementos del período 2 cumplen la regla del cola de caballo. El número máximo de electrones que estos elementos pueden acomodar es de diez: dos en el orbital 1s, dos en el orbital 2s y seis en los orbitales 2p.

## Elementos

### Litio

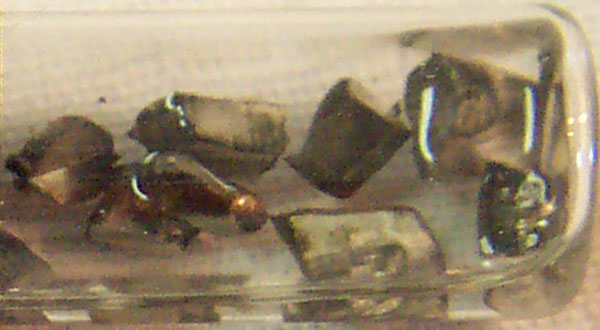
El litio toma su nombre del griego λίθoς -ου, "piedra". El nombre del elemento proviene del hecho de haber sido descubierto en un mineral, mientras que el resto de los metales alcalinos fueron descubiertos en tejidos de plantas.

El litio (Li) es un elemento químico número atómico 3. En condiciones normales de presión y temperatura, es un metal blando, de color blanco plata, que se oxida rápidamente en aire o agua. Con una densidad de 0.564 g·cm−3 (casi la mitad del agua), es el elemento sólido más ligero y el más brillante. La forma natural más común del litio es el litio-7, con símbolo 7Li, pues abarca cerca del 92.5% del litio total,
El Litio es el 33.º elemento más abundante en la Tierra. Con aproximadamente entre 20 o 70 partes por millón (ppm). Pero debido a su alta reactividad es raro encontrarlo en compuestos naturales. La fuente más abundante de litio que contiene compuestos son pegmatitas graníticas, con espodumena y petalita siendo la fuente minetal más comercialmente-viable para el elemento.
Las sales de litio, en la industria farmacológica, particularmente el carbonato de litio (Li2CO3) y el citrato de litio, se emplean en el tratamiento de la manía y la depresión bipolar, aunque últimamente, se ha extendido su uso a la depresión unipolar. Es un estabilizador del estado de ánimo. Se piensa que sus efectos se basan en sus efectos agonistas sobre la función serotoninérgica.

### Berilio

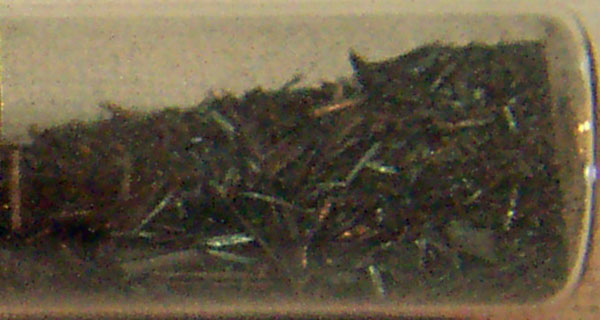
Captura del Berlio en su estado puro, es decir, cuando sus condiciones de presión y temperatura son normales.

El berilio (Be) es un elemento químico con número atómico 4. Es un elemento alcalinotérreo bivalente, tóxico, de color gris, duro, ligero y quebradizo. Se emplea principalmente como endurecedor en aleaciones, especialmente de cobre. Posee una densidad de 1.85 g·cm−3. El isotopo más común del Berilio es el Be-9, que contiene cuatro protones y cinco neutrones. El Be-10 se produce en la atmósfera terrestre al bombardear la radiación cósmica el oxígeno y nitrógeno. Dado que el berilio tiende a existir en disolución acuosa con niveles de pH menores de 5.5, este berilio atmosférico formado es arrastrado por el agua de lluvia (cuyo pH suele ser inferior a 5.5); una vez en la tierra, la solución se torna alcalina precipitando el berilio que queda almacenado en el suelo durante largo tiempo (periodo de semidesintegración de 1,5 millones de años) hasta su transmutación en B-10. El Be-10 y sus productos hijo se han empleado para el estudio de los procesos de erosión, formación a partir de regolito y desarrollo de suelos lateríticos, así como las variaciones en la actividad solar y la edad de masas heladas. El hecho de que el Be-7 y el Be-8 sean inestables tiene profundas consecuencias cosmológicas, ya que ello significa que elementos más pesados que el berilio no pudieron producirse por fusión nuclear en el Big Bang. Más aún, los niveles energéticos nucleares del Be-8 son tales que posibilitan la formación de carbono y con ello la vida (véase proceso triple alfa).
El berilio tiene uno de los puntos de fusión más altos entre los metales ligeros. Su módulo de elasticidad es aproximadamente un 33% mayor que el del acero. Tiene una conductividad térmica excelente, es no magnético y resiste el ataque con ácido nítrico. Es muy permeable a los rayos X y, al igual que el radio y el polonio, libera neutrones cuando es bombardeado con partículas alfa (del orden de 30 neutrones por millón de partículas alfa). En condiciones normales de presión y temperatura el berilio resiste la oxidación del aire, aunque la propiedad de rayar al cristal se debe probablemente a la formación de una delgada capa de óxido.
El berilio se encuentra en 30 minerales diferentes, siendo los más importantes berilo y bertrandita, principales fuentes del berilio comercial, crisoberilo y fenaquita. Actualmente la mayoría del metal se obtiene mediante reducción de fluoruro de berilio con magnesio. Las formas preciosas del berilio son el aguamarina y la esmeralda. Las reservas mundiales se estima que superan las 8.000 toneladas.
El berilio tiene distintos usos como por ejemplo, en el diagnóstico con rayos X se usan delgadas láminas de berilio para filtrar la radiación visible, así como en la litografía de rayos X para la reproducción de circuitos integrados. Este también sirve como un moderador de neutrones en reactores nucleares. Por su rigidez, ligereza y estabilidad dimensional, se emplea en la construcción de diversos dispositivos como giróscopos, equipo informático, muelles de relojería e instrumental diverso. Un compuesto del berilio, el óxido de berilio se emplea cuando son necesarias elevada conductividad térmica y propiedades mecánicas, punto de fusión elevado y aislamiento eléctrico.

### Boro

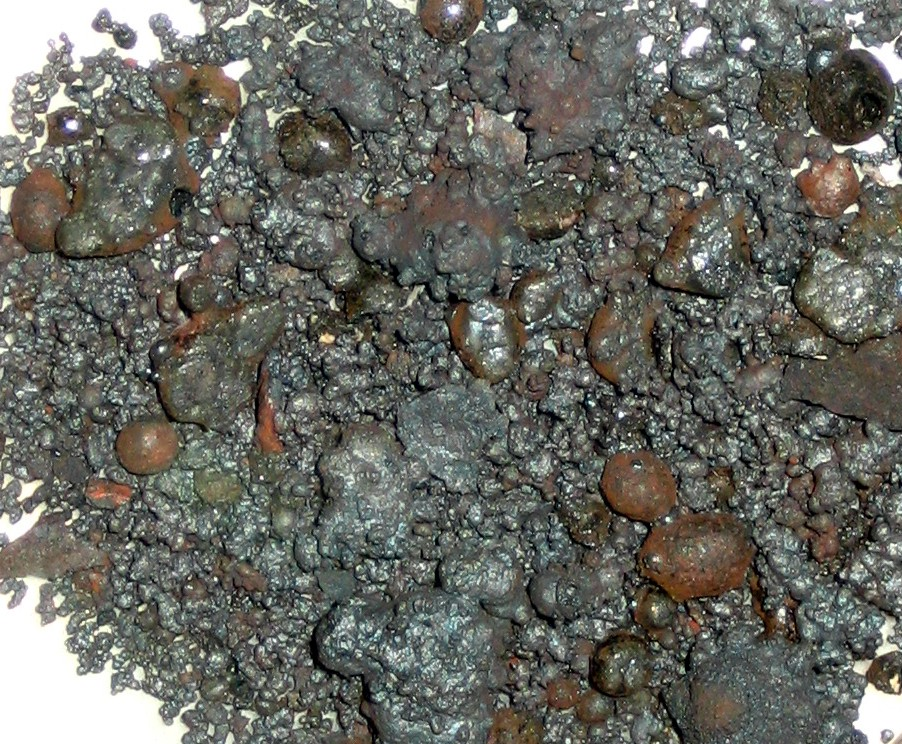
Captura del Boro en estado puro. Algunos compuestos se emplean como conservantes de la madera, siendo de gran interés su uso por su baja toxicidad. El boro está distribuido por la corteza terrestre, hidrosfera, atmósfera, plantas y en los meteoritos.

El boro (B) es un elemento químico de la tabla periódica con número atómico 5. Es un elemento metaloide, semiconductor, trivalente que existe abundantemente en el mineral bórax. Hay dos alótropos del boro; el boro amorfo es un polvo marrón, pero el boro metálico es negro. La forma metálica es dura (9,3 en la escala de Mohs) y es un mal conductor a temperatura ambiente. No se ha encontrado libre en la naturaleza. La abundancia del boro en el universo ha sido estimada en 0,001 ppm, abundancia muy pequeña que junto con las abundancias del litio, el molibdeno y el berilio forma el cuarteto de elementos "ligeros" más escasos en el universo, el resto de elementos de los cuatro primeros periodos —hasta y exceptuando el arsénico— son cuando menos diez veces más abundantes que el boro (exceptuando el escandio y el galio, que son aproximadamente cinco veces más abundantes que el boro). El boro posee un elevado punto de fusión (2030 K), por lo tanto es un elemento refractario que condensa y se acreciona en las primeras fases de la condensación de una nebulosa. Los meteoritos (condritas y acondritas) muestran concentraciones de boro alrededor de 0,4 y 1,4 ppm respectivamente. Estas concentraciones son substancialmente mayores que las del universo, ya que otros elementos más volátiles que el boro se encuentran dispersos por el espacio en fase gaseosa (elementos atmófilos cómo el hidrógeno y el helio, que no se encuentran en forma de sólidos ni condensan), o formando "nubes" de gas alrededor de sólidos a causa de un campo gravitatorio, o en forma de fluido atmosférico.
El boro es un elemento con vacantes electrónicas en el orbital; por ello presenta una acusada apetencia de electrones, de modo que sus compuestos se comportan a menudo como ácidos de Lewis, reaccionando con rapidez con sustancias ricas en electrones. Entre las características ópticas de este elemento, se incluye la transmisión de radiación infrarroja. A temperatura ambiente, su conductividad eléctrica es pequeña, pero es buen conductor de la electricidad a alta temperatura. Este metaloide tiene la más alta resistencia a la tracción entre los elementos químicos conocidos; el material fundido con arco tiene una resistencia mecánica entre 1.600 y 2.400 MPa. El nitruro de boro, un aislante eléctrico que conduce el calor tan bien como los metales, se emplea en la obtención de materiales tan duros como el diamante. El boro tiene además cualidades lubricantes similares al grafito y comparte con el carbono la capacidad de formar redes moleculares mediante enlaces covalentes estables.
El compuesto de boro de mayor importancia económica es el bórax que se emplea en grandes cantidades en la fabricación de fibra de vidrio aislante y perborato de sodio. Las fibras de boro usadas en aplicaciones mecánicas especiales, en el ámbito aeroespacial, alcanzan resistencias mecánicas de hasta 3600 MPa. El boro amorfo se usa en fuegos artificiales por su color verde. El ácido bórico se emplea en productos textiles, de la misma manera es usado como semiconductor. El B-10 se usa en el control de los reactores nucleares, como escudo frente a las radiaciones y en la detección de neutrones. Atendiendo a la teoría del Big Bang, en el origen el Universo encontramos como elementos H (hidrógeno), He (helio) y Li-7 (litio-7), pero el B, el quinto elemento de la tabla periódica no tiene presencia apreciable. Por lo tanto en la condensación de las primeras nebulosas, se forman estrellas fundamentalmente de H con una porción de He (helio) y Li-7 (litio-7), en las que se dan los distintos procesos de formación de elementos (Cadena protón-protón, proceso triple a y ciclo CNO). Pero en ninguna de ellas se forma boro como producto, ya que a tales temperaturas (del orden de 107-108k) reacciona a un ritmo mayor del que se forma. Tampoco se forma boro durante el proceso de captura de neutrones, que da como resultado átomos de gran masa atómica. El B se forma en un proceso denominado espalación, que consiste en la rotura de núcleos más pesados que el boro a causa del bombardeo de rayos cósmicos. Al ser tan poco frecuente este proceso, la abundancia cósmica del boro es muy pequeña.
El boro en su forma circular no se encuentra en la naturaleza. La mayor fuente de boro son los boratos de depósitos evaporíticos, como el bórax y, con menos importancia, la colemanita. El boro también precipita como ácido ortobórico H3BO3 alrededor de algunas fuentes y humos volcánicos, dando sasolitas. También se forman menas de boro naturales en el proceso de solidificación de magmas silicatados; estos depósitos son las pegmatitas. El boro puro es difícil de preparar; los primeros métodos usados requerían la reducción del óxido con metales como el magnesio o aluminio, pero el producto resultante casi siempre se contaminaba. Puede obtenerse por reducción de halogenuros de boro volátiles con hidrógeno a alta temperatura.

### Carbono

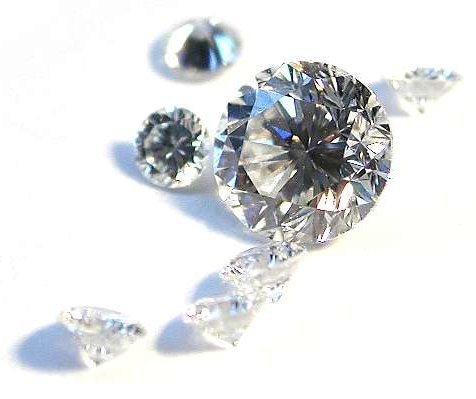
En mineralogía, el diamante es el alótropo del carbono donde los átomos de carbono están dispuestos en una variante de la estructura cristalina denominada red de diamante. El diamante tiene características ópticas destacables. Debido a su estructura cristalina extremadamente rígida, puede ser contaminada únbicamente por el boro y el nitrógeno. Combinado con su gran transparencia (correspondiente a una amplia banda prohibida de 5,5 eV), esto resulta en la apariencia clara e incolora de la mayoría de diamantes naturales. Pequeñas cantidades de defectos o impurezas (aproximadamente una parte por millón) inducen un color de diamante azul (boro), amarillo (nitrógeno), marrón (defectos cristalinos), verde, violeta, rosado, naranja o rojo. El diamante también tiene una dispersión refractiva relativamente alta, esto es, habilidad para dispersar luz de diferentes colores, lo que resulta en su lustre característico. Sus propiedades ópticas y mecánicas excelentes, combinado con una mercadotecnia eficiente, hacen que el diamante sea la gema más popular.

El carbono (C) es un elemento químico de número atómico 6. Es sólido a temperatura ambiente. Dependiendo de las condiciones de formación, puede encontrarse en la naturaleza en distintas formas alotrópicas, carbono amorfo y cristalino en forma de grafito o diamante. Es el pilar básico de la química orgánica; se conocen cerca de 15 millones de compuestos de carbono, aumentando este número en unos 500.000 compuestos por año, y forma parte de todos los seres vivos conocidos. Forma el 0,2 % de la corteza terrestre. El carbono es un elemento notable por varias razones. Sus formas alotrópicas incluyen, sorprendentemente, una de las sustancias más blandas (el grafito) y la más dura (el diamante) y, desde el punto de vista económico, uno de los materiales más baratos (carbón) y uno de los más caros (diamante). Más aún, presenta una gran afinidad para enlazarse químicamente con otros átomos pequeños, incluyendo otros átomos de carbono con los que puede formar largas cadenas, y su pequeño radio atómico le permite formar enlaces múltiples. Así, con el oxígeno forma el óxido de carbono (IV), vital para el crecimiento de las plantas (ver ciclo del carbono); con el hidrógeno forma numerosos compuestos denominados genéricamente hidrocarburos, esenciales para la industria y el transporte en la forma de combustibles fósiles; y combinado con oxígeno e hidrógeno forma gran variedad de compuestos como, por ejemplo, los ácidos grasos, esenciales para la vida, y los ésteres que dan sabor a las frutas; además es vector, a través del ciclo carbono-nitrógeno, de parte de la energía producida por el Sol.
En 1961 la IUPAC adoptó el isótopo 12C como la base para la masa atómica de los elementos químicos. El carbono-14 es un radioisótopo con un periodo de semidesintegración de 5730 años que se emplea de forma extensiva en la datación de especímenes orgánicos. Los isótopos naturales y estables del carbono son el 12C (98,89%) y el 13C (1,11 %). Las proporciones de estos isótopos en un ser vivo  se expresan en variación (±‰) respecto de la referencia VPDB (Vienna Pee Dee Belemnite, fósiles cretácicos de belemnites, en Carolina del Sur). El δC-13 del CO2 de la atmósfera terrestre es −7‰. El carbono fijado por  fotosíntesis en los tejidos de las plantas es significativamente más pobre en 13C que el CO2 de la atmósfera. La mayoría de las plantas presentan valores de δC-13 entre −24 y −34‰. Otras plantas acuáticas, de desierto, de marismas saladas y hierbas tropicales, presentan valores de δC-13 entre −6 y −19‰ debido a diferencias en la reacción de fotosíntesis. Un tercer grupo intermedio constituido por las algas y líquenes presentan valores entre −12 y −23‰. El estudio comparativo de los valores de δC-13 en plantas y organismos puede proporcionar información valiosa relativa a la cadena alimenticia de los seres vivos.

### Nitrógeno
El nitrógeno (N) es un elemento químico, de número atómico 7. En condiciones normales forma un gas diatómico (nitrógeno diatómico o molecular) que constituye del orden del 78% del aire atmosférico.
El nitrógeno tiene una elevada electronegatividad (3,04 en la escala de Pauling) y, cuando tiene carga neutra, 5 electrones en el nivel más externo, comportándose como trivalente en la mayoría de los compuestos estables que forma. Existen dos isótopos estables del nitrógeno, N-14 y N-15, siendo el primero —que se produce en el ciclo carbono-nitrógeno de las estrellas— el más común sin lugar a dudas (99,634 %). De los diez isótopos que se han sintetizado, uno tiene un periodo de semidesintegración de nueve minutos (el N-13), y el resto de segundos o menos. Con el hidrógeno forma el amoníaco (NH3), la hidracina (N2H4) y el aziduro de hidrógeno (N3H, también conocido como azida de hidrógeno o ácido hidrazoico). El amoníaco líquido, anfótero como el agua, actúa como una base en una disolución acuosa, formando iones amonio (NH4), y se comporta como un ácido en ausencia de agua, cediendo un protón a una base y dando lugar al anión amida (NH2). También se conocen largas cadenas y compuestos cíclicos de nitrógeno, pero son muy inestables. Con los halógenos forma: NF3, NF2Cl, NFCl2, NCl3,
NBr3.6 NH3, NI3.6 NH3, N2F4,
N2F2 (cis y trans), N3F, N3Cl, N3Br y
N3I.
El nitrógeno es el componente principal de la atmósfera terrestre (78,1% en volumen) y se obtiene para usos industriales de la destilación del aire líquido. Está presente también en los restos de animales, por ejemplo el guano, usualmente en la forma de urea, ácido úrico y compuestos de ambos. Este ocupa el 3% de la composición elemental del cuerpo humano. Se han observado compuestos que contienen nitrógeno en el espacio exterior y el isótopo Nitrógeno-14 se crea en los procesos de fusión nuclear de las estrellas. El nitrógeno es componente esencial de los aminoácidos y los ácidos nucleicos, vitales para la vida y los seres vivos. Las legumbres son capaces de absorber el nitrógeno directamente del aire, siendo éste transformado en amoníaco y luego en nitrato por bacterias que viven en simbiosis con la planta en sus raíces. El nitrato es posteriormente utilizado por la planta para formar el grupo amino de los aminoácidos de las proteínas que finalmente se incorporan a la cadena trófica (véase también el ciclo del nitrógeno).
La aplicación comercial más importante del nitrógeno diatómico es la obtención de amoníaco por el proceso de Haber. El amoníaco se emplea con posterioridad en la fabricación de fertilizantes y ácido nítrico. Las sales del ácido nítrico incluyen importantes compuestos como el nitrato de potasio (nitro o salitre empleado en la fabricación de pólvora) y el nitrato de amonio fertilizante. Los compuestos orgánicos de nitrógeno como la nitroglicerina y el trinitrotolueno son a menudo explosivos. La hidracina y sus derivados se usan como combustible en cohetes.
El ciclo de este elemento es bastante más complejo que el del carbono, dado que está presente en la atmósfera no sólo como N2 (78%) sino también en una gran diversidad de compuestos. Se puede encontrar principalmente como N2O, NO y NO2, los llamados NOx. También forma otras combinaciones con oxígeno tales como N2O3 y N2O5 (anhídridos), "precursores" de los ácidos nitroso y nítrico. Con hidrógeno forma amoníaco (NH3), compuesto gaseoso en condiciones normales. Al ser un gas poco reactivo, el nitrógeno se emplea industrialmente para crear atmósferas protectoras y como gas criogénico para obtener temperaturas del orden de 78K de forma sencilla y económica.

### Oxígeno
El oxígeno (O) es un elemento químico de número atómico 8. En su forma molecular más frecuente, O2, es un gas a temperatura ambiente. Representa aproximadamente el 20,9% en volumen de la composición de la atmósfera terrestre. Es uno de los elementos más importantes de la química orgánica y participa de forma muy importante en el ciclo energético de los seres vivos, esencial en la respiración celular de los organismos aeróbicos. Es un gas incoloro, inodoro (sin olor) e insípido. Existe una forma molecular formada por tres átomos de oxígeno, O3, denominada ozono cuya presencia en la atmósfera protege la Tierra de la incidencia de radiación ultravioleta procedente del Sol.
Todas las clases más importantes de moléculas estructurales de organismos vivos, tales como las proteínas, los carbohidratos y las grasas, contienen oxígeno, al igual que los principales compuestos inorgánicos que componen los huesos, conchas y dientes de los animales. El oxígeno en forma de O2 se genera a partir del agua por efecto de las cyanobacterias, las algas y las plantas, durante la fotosíntesis y se usa en la respiración celular por todo tipo de vida compleja. El oxígeno es tóxico para los organismos necesariamente anaeróbicos, que fueron la forma dominante en la vida primitiva de la Tierra, hasta que el O2 empezó a acumularse en la atmósfera hace 2.5 miles de millones de años. El oxígeno es el elemento más abundante en la Tierra, sobre todo en la atmósfera. El gas diatómico del oxígeno constituye el 20.9 % del volumen del aire. De igual manera, el oxígeno es el tercer elemento más abundante en el Universo, tan sólo detrás del Hidrógeno y el Helio, que se formaron a partir de la explosión del Big Bang.
En condiciones normales de presión y temperatura, el oxígeno se encuentra en estado gaseoso formando moléculas diatómicas (O2) que a pesar de ser inestables se generan durante la fotosíntesis de las plantas y son posteriormente utilizadas por los animales, en la respiración (ver ciclo del oxígeno). También se puede encontrar de forma líquida en laboratorios. Si llega a una temperatura menor que -219 °C, se convierte en un sólido cristalino azul. El oxígeno tiene tres isótopos estables y diez radioactivos. Todos sus isótopos radioactivos tienen un periodo de semidesintegración de menos de tres minutos. Ambos isótopos dan una sumal total de 27 neutrones: el O16 (99,762 %) contiene ocho neutrones, O17 (0,038 %) contiene una estabilidad de nueve neutrones mientras que el O18 (0,2 %) contiene diez neutrones estables.
Existe gran controversia sobre quién descubrió el oxígeno, pues Carl Wilhelm Scheele (1742-1786) farmacéutico y químico sueco se atribuye el descubrimiento del oxígeno durante sus trabajos entre 1772 y 1773, en su libro Chemische Abhandlung von der Luft und dem Feuer (Tratado químico del aire y del fuego) publicado en 1777. Sin embargo, la atribución tradicional ha sido a Joseph Priestley, químico y teólogo británico, quien lo descubrió de manera independiente en 1772. Otro científico al que se atribuye la preparación del oxígeno fue Antoine Lavoisier.
el oxígeno es un componente muy escaso en la tierra

### Flúor
El flúor (F) es el elemento químico de número atómico 9 situado en el grupo de los halógenos (grupo 17) de la tabla periódica de los elementos.
Es un gas a temperatura ambiente, de color amarillo pálido, formado por moléculas diatómicas F2. Es el más electronegativo y reactivo de todos los elementos. En forma pura es altamente peligroso, causando graves quemaduras químicas en contacto con la piel. El flúor es el elemento más electronegativo y reactivo y forma compuestos con prácticamente todo el resto de elementos, incluyendo los gases nobles xenón y radón. Incluso en ausencia de luz y a bajas temperaturas, el flúor reacciona explosivamente con el hidrógeno. El flúor diatómico, F2, en condiciones normales es un gas corrosivo de color amarillo casi blanco, fuertemente oxidante. Bajo un chorro de flúor en estado gaseoso, el vidrio, metales, agua y otras sustancias, se queman en una llama brillante. Siempre se encuentra en la naturaleza combinado y tiene tal afinidad por otros elementos, especialmente silicio, que no se puede guardar en recipientes de vidrio. En disolución acuosa, el flúor se presenta normalmente en forma de ion fluoruro, F-. Otras formas son fluorocomplejos como el [FeF4]-, o el H2F+.
El flúor (del latín fluere, que significa "fluir") formando parte del mineral fluorita, CaF2, fue descrito en 1529 por Georgius Agricola por su uso como fundente, empleado para conseguir la fusión de metales o minerales. En 1670 Schwandhard observó que se conseguía grabar el vidrio cuando este era expuesto a fluorita que había sido tratada con ácido. Karl Scheele y muchos investigadores posteriores, por ejemplo Humphry Davy, Gay-Lussac, Antoine Lavoisier o Louis Thenard, realizaron experimentos con el ácido fluorhídrico (algunos de estos acabaron en tragedia).
El flúor es el halógeno más abundante en la corteza terrestre, con una concentración de 950 ppm. En el agua de mar esta se encuentra en una proporción de aproximadamente 1,3 ppm. Los minerales más importantes en los que está presente son la fluorita, CaF2, el fluorapatito, Ca5(PO4)3F y la criolita, Na3AlF6. El flúor se obtiene mediante electrólisis de una mezcla de HF y KF.
El fluoruro de hidrógeno se emplea en la obtención de criolita sintética, Na3AlF6, la cual se usa en el proceso de obtención de aluminio. Se emplea flúor en la síntesis del hexafluoruro de uranio, UF6, que se emplea en el enriquecimiento en 235U. También a partir de HF se obtienen clorofluorocarburos (CFC), hidroclorofluorocarburos (HCFC) e hidrofluorocarburos (HFC). El hexafluoruro de azufre, SF6, es un gas dieléctrico con aplicaciones electrónicas. Este gas contribuye al efecto invernadero y está recogido en el Protocolo de Kioto.

### Neón
El Neón (Ne) es un elemento químico de número atómico 10. Es un gas noble, incoloro, prácticamente inerte, presente en trazas en el aire, pero muy abundante en el universo, que proporciona un tono rojizo característico a la luz de las lámparas fluorescentes en las que se emplea.
Es el segundo gas noble más ligero, y presenta un poder de refrigeración, por unidad de volumen, 40 veces mayor que el del helio líquido y tres veces mayor que el del hidrógeno líquido. En la mayoría de las aplicaciones el uso de neón líquido es más económico que el del helio. Su peso atómico es de 20,183 uma, su punto de ebullición es de 27.1 K (-246 °C) y el de fusión de 24.6 K (-248,6 °C). Tiene una densidad de 1,20 g/ml (1,204 g/cm³ a -246 °C).
El tono rojo-anaranjado de la luz emitida por los tubos de neón se usa abundantemente para los indicadores publicitarios. El neón licuado se comercializa como refrigerante criogénico. De igual manera, el neón líquido se utiliza en lugar del hidrógeno líquido para refrigeración.
El neón se encuentra usualmente en forma de gas monoatómico. La atmósfera terrestre contiene 15,8 ppm y se obtiene por subenfriamiento del aire y destilación del líquido criogénico resultante. El neón es el quinto elemento más abundante en el universo por masa, luego del hidrógeno, helio, oxígeno y carbono. Se encuentra en pequeñas cantidades en la atmósfera y en la corteza terrestre se halla en una proporción de 0,005 ppm.
Aun cuando el neón es inerte a efectos prácticos, se ha obtenido un compuesto con flúor en el laboratorio. No se sabe con certeza si este o algún otro compuesto de neón distinto existe en la naturaleza, pero algunas evidencias sugieren que puede ser así. Los iones Ne8-, (NeAr)16-, (NeH)7- y (HeNe)16- han sido observados en investigaciones espectrométricas de masa y ópticos. Además, se sabe que el neón forma un hidrato inestable. De todas maneras, si son posibles sus compuestos, su electronegatividad (según la escala de Pauling) debería ser de 4, 5, siguiendo con la norma aplicada al segundo período, y actuaría como oxidante en compuestos con, incluso, el flúor, dando lugar al heptaneonuro (nombre debatido) F8Ne7.
De forma similar al xenón, el neón de las muestras de gases volcánicos presenta un enriquecimiento de 20Ne así como 21Ne cosmogénico. Igualmente se han encontrado cantidades elevadas de 20Ne en diamantes lo que induce a pensar en la existencia de reservas de neón solar en la Tierra.

### Tabla
Estos son:
| Grupo    | 1    | 2    | 3 | 4 | 5 | 6 | 7 | 8 | 9 | 10 | 11 | 12 | 13  | 14  | 15  | 16  | 17  | 18    |
| # Nombre | 3 Li | 4 Be |   |   |   |   |   |   |   |    |    |    | 5 B | 6 C | 7 N | 8 O | 9 F | 10 Ne |
| conf. e- |      |      |   |   |   |   |   |   |   |    |    |    |     |     |     |     |     |       |

| Alcalinos            | Alcalinotérreos | Lantánidos | Actínidos | Metales de transición |
| Metales del bloque p | Metaloide       | No metales | Halógenos | Gases nobles          |

Elementos del periodo 1 -
Elementos del periodo 2 -
Elementos del periodo 3 -
Elementos del periodo 4 -
Elementos del periodo 5 -
Elementos del periodo 6 -
Elementos del periodo 7